# Le Plessis-Hébert
Le Plessis-Hébert ist eine französische Gemeinde mit 402 Einwohnern (Stand: 1. Januar 2022) im Département Eure in der Region Normandie. Sie gehört zum Arrondissement Les Andelys und zum Kanton Pacy-sur-Eure. Die Einwohner werden Plessis-Hébertois.

## Geografie
Le Plessis-Hébert liegt etwa 14 Kilometer ostsüdöstlich von Évreux. Umgeben wird Le Plessis-Hébert von den Nachbargemeinden Pacy-sur-Eure mit Saint-Aquilin-de-Pacy im Norden, Fains im Osten und Nordosten, Gadencourt im Osten, Merey im Süden und Südosten, La Boissière im Süden, Boisset-les-Prévanches im Westen und Südwesten sowie Caillouet-Orgeville im Nordwesten.

## Bevölkerungsentwicklung
| Jahr                       | 1962 | 1968 | 1975 | 1982 | 1990 | 1999 | 2006 | 2013 |
| Einwohner                  | 196  | 201  | 192  | 258  | 318  | 345  | 403  | 396  |
| Quellen: Cassini und INSEE |      |      |      |      |      |      |      |      |

## Sehenswürdigkeiten
- Kirche Saint-Étienne
- Schloss Le Bosc-Roger

## Persönlichkeiten
- Roger Maugras (1881–1963), Diplomat
- Gaston Maugras (1884–1965), Diplomat